# Тиберий Юлий Аквилин
Тиберий Юлий Аквилин (на латински: Tiberius Iulius Aquilinus) е сенатор и преториански префект на Римската империя през началото на 2 век по времето на император Траян.
Произлиза от фамилията Юлии, клон Аквилин. През 101 г. той е преториански префект след Секст Атий Субуран Емилиан. Сменен е от Публий Ацилий Атиан и Сервий Сулпиций Симил.